# Impatto ambientale della guerra
Lo studio dell'impatto ambientale della guerra si concentra sulla modernizzazione della guerra e sui suoi crescenti effetti sull'ambiente. I metodi della "terra bruciata" (una strategia militare volta a distruggere tutto ciò che consente a una forza militare nemica di poter combattere una guerra, inclusa la privazione e la distruzione di acqua, cibo, esseri umani, animali, piante e qualsiasi tipo di strumento e infrastruttura) sono stati utilizzati per gran parte della storia documentata. Tuttavia, i metodi della guerra moderna causano una devastazione molto maggiore sull’ambiente. La progressione della guerra dalle armi chimiche alle armi nucleari ha creato sempre più stress sugli ecosistemi e sull’ambiente. Esempi specifici dell'impatto ambientale delle guerre includono la prima guerra mondiale, la seconda guerra mondiale, la guerra del Vietnam, la guerra civile in Ruanda, la guerra del Kosovo e la guerra del Golfo.

## Eventi storici

### Vietnam

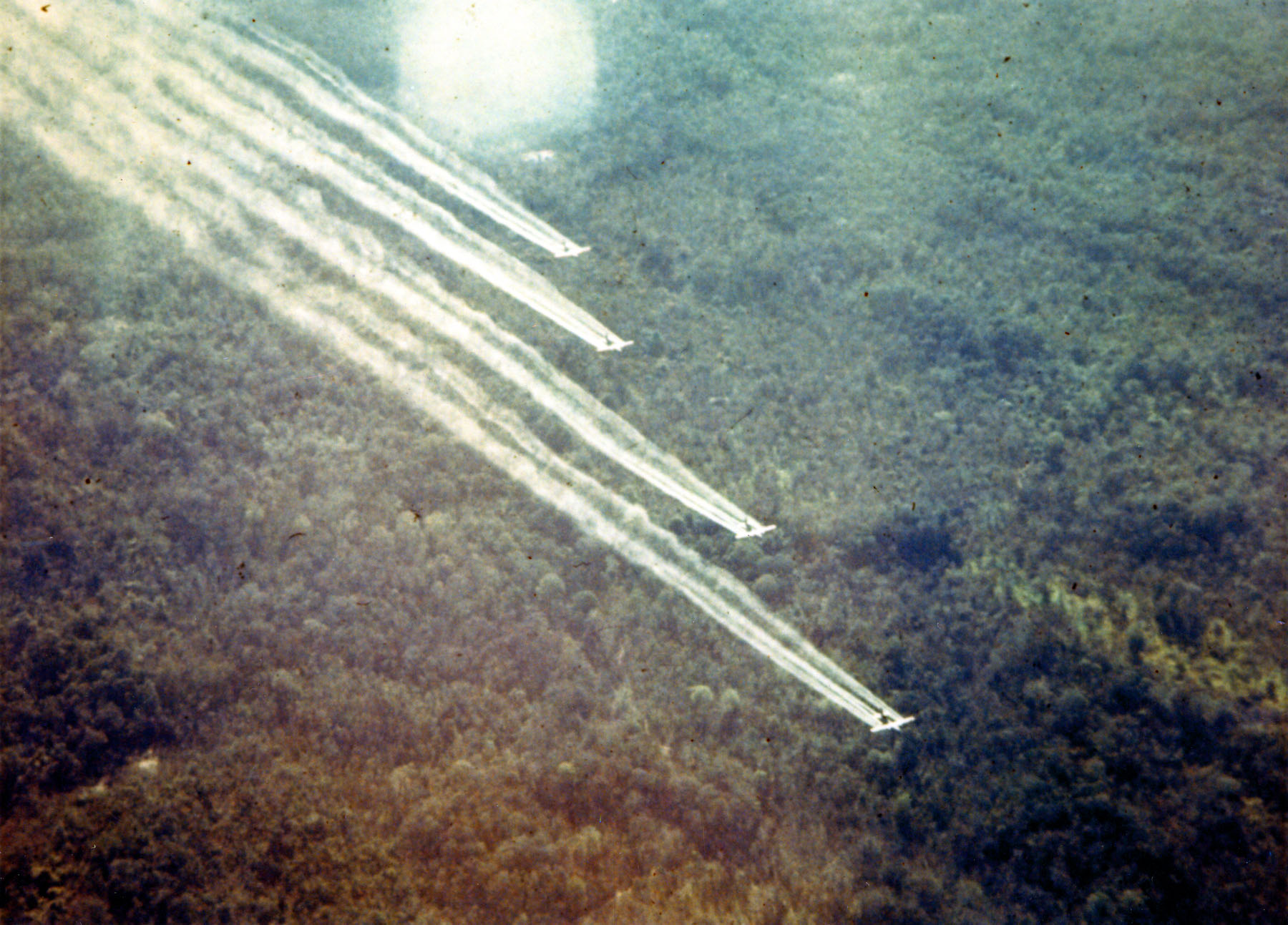
Aerei che spruzzano defoliante, parte dell'operazione Ranch Hand.

La guerra del Vietnam ha avuto implicazioni ambientali gravi a causa degli agenti chimici utilizzati per distruggere la vegetazione che aveva un'importanza strategica a livello militare. I nemici avevano infatti un vantaggio quando si confondevano con la popolazione civile o si riparavano nella fitta vegetazione. Quindi, per evitare loro questo vantaggio, gli eserciti americani prendevano di mira gli ecosistemi naturali in modo che i nemici non potessero più nascondersi nella vegetazione, che veniva rasa al suolo. Le forze armate statunitensi hanno utilizzato "più di 20 milioni di galloni (circa 90 milioni di litri) di erbicidi [...] per defogliare le foreste, eliminare la crescita lungo i confini dei siti militari ed eliminare i raccolti nemici." Gli agenti chimici hanno dato agli Stati Uniti un vantaggio in sforzi bellici. Tuttavia, la vegetazione non fu in grado di rigenerarsi e lasciò dietro di sé distese fangose che esistevano ancora anni dopo l'irrorazione. Non solo la vegetazione fu colpita, ma anche la fauna selvatica: "uno studio della metà degli anni '80 condotto da ecologisti vietnamiti ha documentato solo 24 specie di uccelli e 5 specie di mammiferi presenti nelle foreste irrorate e nelle aree danneggiate, rispetto a 145-170 specie di uccelli e 30-55 tipi di mammiferi nella foresta intatta [detta IFL, ossia un ambiente naturale senza segni di attività umana significativa o frammentazione dell’habitat]." Gli incerti effetti a lungo termine di questi erbicidi si stanno scoprendo man mano in epoca moderna osservando i modelli di distribuzione delle specie modificati attraverso il degrado degli habitat e la perdita dei sistemi di zone umide, che hanno assorbito il deflusso dalla terraferma. La distruzione delle foreste durante la guerra del Vietnam è uno degli esempi di ecocidio più comunemente utilizzati. Tale distruzione è stata citata anche dal primo ministro svedese Olof Palme e da avvocati, storici e altri accademici.

### Africa
In Africa la guerra è stata un fattore importante nel declino delle popolazioni appartenenti alla fauna selvatica all’interno dei parchi nazionali e ad altre aree protette. Tuttavia, un numero crescente di iniziative di ripristino ecologico, tra cui nel Parco nazionale dell'Akagera in Ruanda e nel Parco nazionale di Gorongosa in Mozambico, hanno dimostrato che le popolazioni di animali e piante selvatici e interi ecosistemi possono essere riabilitati con successo anche dopo conflitti devastanti. Gli esperti hanno sottolineato che la risoluzione dei problemi sociali, economici e politici è essenziale per il successo di tali sforzi.

#### Ruanda
Il genocidio del Ruanda portò all’uccisione di circa 800.000 Tutsi e Hutu moderati. La guerra creò una massiccia migrazione di quasi 2 milioni di Hutu in fuga dal Ruanda nel corso di poche settimane verso i campi profughi in Tanzania e, oggi, nella moderna Repubblica Democratica del Congo. Questo grande spostamento di persone nei campi profughi mise sotto pressione l’ecosistema circostante. Le foreste furono abbattute per fornire legname allo scopo di costruire rifugi e accendere fuochi per cucinare: "queste persone soffrivano di condizioni difficili e costituivano una grave minaccia per le risorse naturali". Le conseguenze del conflitto includevano anche il degrado dei parchi e delle riserve nazionali. Un altro grosso problema è stato che il crollo demografico in Ruanda ha spostato personale e capitali in altre parti del paese, rendendo così difficile la protezione della fauna selvatica.

### Seconda guerra mondiale
La seconda guerra mondiale militarizzò la produzione (oltre a determinarne un vasto aumento) e il trasporto delle materie prime e introdusse molte nuove conseguenze ambientali, che possono essere viste ancora oggi. La guerra ebbe una vasta portata nella distruzione di esseri umani, animali e materiali. Gli effetti postbellici della seconda guerra mondiale, sia ecologici che sociali, sono ancora visibili decenni dopo la fine del conflitto.
Durante la seconda guerra mondiale , nuove tecnologie furono utilizzate per creare aerei, sfruttati per condurre raid. Gli aerei furono utilizzati per trasportare risorse da e verso diverse basi militari e sganciare bombe su obiettivi nemici, neutrali e amici. Queste attività danneggiarono gli habitat.
Come la fauna selvatica, anche gli ecosistemi soffrono dell’inquinamento acustico prodotto dagli aerei militari. Durante la guerra, gli aerei fungevano da vettore per il trasporto di piante esotiche, portando erbe e specie coltivate negli ecosistemi delle isole oceaniche tramite piste di atterraggio che venivano utilizzate come stazioni di rifornimento e di sosta durante le operazioni nella guerra del Pacifico. Prima della guerra, le isole remote intorno all'Europa erano abitate da un elevato numero di specie endemiche ma successivamente i conflitti aerei ebbero un’enorme influenza negativa su di esse.
Nell’agosto del 1945, dopo aver combattuto la seconda guerra mondiale per quasi quattro anni, gli Stati Uniti d’America sganciarono una bomba atomica sulla città di Hiroshima in Giappone. Circa 70.000 persone morirono nei primi nove secondi dopo il bombardamento di Hiroshima, un numero paragonabile al bilancio delle vittime del devastante raid aereo dell'Operazione Meetinghouse su Tokyo (il più duro bombardamento statunitense su Tokyo nel 1945 che ha provocato la distruzione del 25% della città, uccidendo quasi 100.000 persone). Tre giorni dopo il bombardamento di Hiroshima, gli Stati Uniti sganciarono una seconda bomba atomica sulla città industriale di Nagasaki, uccidendo sul colpo 35.000 persone. Le armi nucleari rilasciarono livelli catastrofici di energia e particelle radioattive. Una volta fatte esplodere le bombe, la temperatura raggiunse circa 3980 °C. Con temperature così elevate, tutta la flora e la fauna furono distrutte insieme alle infrastrutture e alle vite umane nelle zone di impatto. Le particelle radioattive rilasciate provocarono una diffusa contaminazione del suolo e dell'acqua. Le esplosioni iniziali aumentarono la temperatura dell'ambiente e crearono venti devastanti che distrussero alberi ed edifici.
Le foreste europee subirono impatti ambientali gravi derivanti dai combattimenti. In prossimità delle zone di guerra furono rimossi molti alberi per creare sentieri allo scopo di permettere i combattimenti. Le foreste presenti nelle zone di battaglia dovettero subire un grave disboscamento che causò gravi conseguenze ambientali.
L’uso di sostanze chimiche altamente pericolose iniziò per la prima volta proprio durante la seconda guerra mondiale. Gli effetti a lungo termine delle sostanze chimiche derivano sia dalla loro potenziale persistenza che dallo scarso programma di smaltimento delle nazioni che detengono scorte di armi. Durante la prima guerra mondiale, i chimici tedeschi svilupparono il cloro gassoso e il gas mostarda. Lo sviluppo di questi gas provocò molte vittime e le terre furono avvelenate sia sui campi di battaglia che nelle loro vicinanze.
Più tardi, durante la seconda guerra mondiale, i chimici svilupparono bombe chimiche ancora più dannose, che furono smistate in barili e depositate direttamente negli oceani. Questo metodo di smaltimento fa correre il rischio che i contenitori a base metallica corrodano e disperdano il loro contenuto chimico nell'oceano. Ciò provoca il diffondersi di tali sostanze inquinanti negli ecosistemi danneggiando mare e terra.
Gli ecosistemi marini durante la seconda guerra mondiale furono danneggiati non solo da contaminanti chimici, ma anche dai relitti delle navi militari che disperdevano petrolio in acqua. Si stima che la contaminazione da petrolio nell’Oceano Atlantico a causa dei naufragi della guerra ammonti a oltre 15 milioni di tonnellate. Le fuoriuscite di petrolio sono infatti difficili da bonificare e richiedono molti anni per farlo. Ancora oggi nell'Oceano Atlantico si possono trovare relitti affondati e tracce di petrolio provenienti dai naufragi navali avvenuti durante la seconda guerra mondiale che ancora provocano inquinamento, come anche nel Mare del Nord.
L’uso di sostanze chimiche durante la guerra ha contribuito ad aumentare la portata delle industrie chimiche e anche a mostrare al governo il valore della ricerca scientifica. Lo sviluppo della ricerca chimica durante la guerra portò anche alla produzione postbellica dei pesticidi agricoli che fu un vantaggio per gli anni successivi.
Gli impatti ambientali della seconda guerra mondiale furono molto drastici, il che ha permesso che fossero visti durante la guerra fredda e ancora oggi. Gli impatti dei conflitti, delle contaminazioni chimiche e della guerra aerea contribuiscono alla riduzione della popolazione della flora e della fauna globale, nonché della diversità delle specie.
Nel 1946, nella zona della Germania occupata dagli americani, l’esercito degli Stati Uniti consigliò al governo di preparare alloggi e posti di lavoro per le persone vittime di bombardamenti. La risposta fu uno speciale programma di orticoltura che avrebbe fornito a quelle persone una nuova terra in cui vivere. Ciò includeva anche la disponibilità di terra fertile per fornire il cibo necessario alla popolazione. Le foreste venivano quindi esaminate per individuare terreni adatti alla produzione agricola. Ciò portò all'abbattimento di gran parte delle foreste per creare terreni destinati ad agricoltura, creazione di fattorie e costruzione di abitazioni. Fu attuato un programma allo scopo di sfruttare le foreste della Germania per incrementare il potenziale bellico tedesco (ossia la capacità economica della Germania in campo militare). Nell'ambito di questo programma, dalle foreste sono stati prodotti circa 23.500.000 metri quadrati di legname.
L’alluminio è stata una delle maggiori risorse sfruttate e ricercate durante la seconda guerra mondiale. La bauxite e la criolite erano essenziali e richiedevano enormi quantità di energia elettrica, una notevole fonte di inquinamento. Quindi ci fu un enorme consumo di suolo e deforestazione per ricercare queste risorse, oltre all'uso di una grande quantità di schiavi nei paesi sudamericani.

### Guerra del Golfo e guerra in Iraq

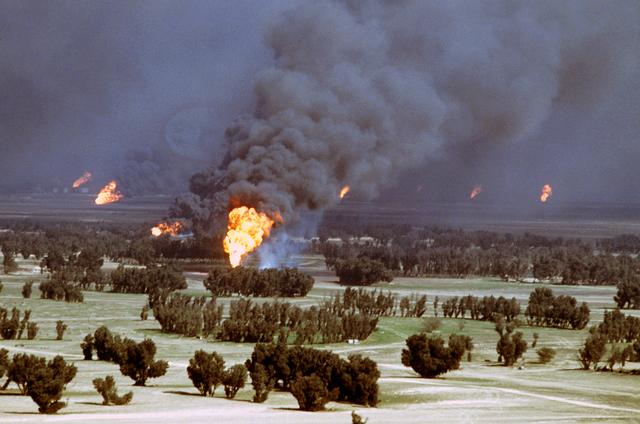
Incendi petroliferi appiccati in Kuwait durante la guerra del Golfo da parte delle forze irachene.

Durante la guerra del Golfo del 1991, gli incendi petroliferi del Kuwait furono il risultato della politica "terra bruciata" adottata dalle forze irachene in ritirata dal Kuwait. La fuoriuscita di petrolio durante la guerra del Golfo, considerata la peggiore della storia, avvenne quando le forze irachene aprirono le valvole del terminal petrolifero di Sea Island e scaricarono petrolio da diverse petroliere nel Golfo Persico, anche in mezzo al deserto.
Poco prima della guerra del 2003, l’Iraq aveva anche dato fuoco a vari giacimenti petroliferi.
Alcuni militari americani lamentavano la sindrome della guerra del Golfo, caratterizzata da sintomi che includevano disturbi del sistema immunitario e difetti alla nascita nei loro figli. Resta controverso se ciò sia dovuto al tempo trascorso in servizio durante la guerra o ad altri motivi.

### Altri esempi
- L'alluvione del fiume Giallo del 1938[29], creata dal governo nazionalista nella Cina centrale durante le prime fasi della seconda guerra sino-giapponese nel tentativo di fermare la rapida avanzata delle forze giapponesi. È stato definito il “più grande atto di guerra ambientale della storia”[30].
- La diga di Beaufort, utilizzata come discarica per le bombe[31][32].
- La fuoriuscita di petrolio della centrale elettrica di Jiyeh, bombardata dall'aeronautica israeliana durante il conflitto Israele-Libano del 2006[33][34].
- Il piano K5, un tentativo da parte del governo della Repubblica popolare di Kampuchea di sigillare le vie di infiltrazione della guerriglia dei Khmer rossi in Cambogia tra il 1985 e il 1989, con conseguente degrado ambientale.
- L’intervento guidato dall’Arabia Saudita nello Yemen, effettuato in una guerra civile in Medio Oriente, ha interrotto il nesso acqua-energia-sicurezza alimentare in un paese già povero di risorse. La guerra e il conflitto hanno portato alla contaminazione delle acque e dei terreni agricoli[35].
- La guerra in Ucraina ha portato a gravi danni alla natura, all'aria e all'agricoltura[36][37][38].
- I primi mesi della guerra Hamas-Israele del 2023 hanno prodotto più emissioni di quanto ne producano in un anno 20 nazioni vulnerabili al clima, secondo uno studio[39].

## Pericoli ambientali
Le risorse sono una fonte chiave di conflitto tra le nazioni: "specialmente dopo la fine della guerra fredda, molti hanno suggerito che il degrado ambientale aggraverà le scarsità [di risorse] e diventerà un'ulteriore fonte di conflitto armato". La sopravvivenza di una nazione dipende infatti dalle risorse disponibili, le quali sono causa di conflitti armati ad esempio per la conquista di territorio, di materie prime strategiche, di fonti di energia e di acqua e cibo. Al fine di mantenere la stabilità delle proprie risorse, alcune nazioni hanno utilizzato la guerra chimica e nucleare per proteggerle o estrarle. Questi agenti bellici sono stati utilizzati frequentemente: “circa 125.000 tonnellate di agenti chimici furono impiegate durante la prima guerra mondiale e circa 96.000 tonnellate durante il conflitto del Vietnam”. Il gas nervino è stato utilizzato a livelli letali contro gli esseri umani e ha distrutto un numero elevato di popolazioni di animali vertebrati e invertebrati. Tuttavia, la vegetazione contaminata sarebbe stata in gran parte risparmiata e avrebbe rappresentato solo una minaccia per gli erbivori. Il risultato delle innovazioni sviluppate durante la guerra chimica ha portato alla creazione di un’ampia gamma di sostanze chimiche diverse per uso bellico e domestico, ma ha anche provocato danni ambientali imprevisti.
L'evoluzione della guerra e dei suoi effetti sull'ambiente è continuata con l'invenzione delle armi di distruzione di massa. Oggi tali tipi di armi agiscono come deterrenti e l’uso di esse durante la seconda guerra mondiale ha creato una significativa distruzione ambientale. Oltre alla grande perdita di vite umane, “le risorse naturali sono solitamente le prime a soffrire: le foreste e gli animali selvatici vengono spazzati via”. La guerra nucleare impone effetti sia diretti che indiretti sull’ambiente. La distruzione fisica dovuta all'esplosione o il danno biosferico dovuto alle radiazioni ionizzanti o alla radiotossicità colpiscono direttamente gli ecosistemi all'interno del raggio dell'esplosione. Inoltre, i disturbi atmosferici o geosferici causati dalle armi possono portare a cambiamenti meteorologici e climatici.

### Ordigni inesplosi
Le campagne militari richiedono grandi quantità di armi esplosive, una frazione delle quali non esploderà e di conseguenza lascerà sui luoghi di conflitto degli ordigni inesplosi. Ciò crea un grave pericolo fisico e chimico per le popolazioni civili che vivono in aree che un tempo erano zone di guerra, a causa della possibilità di detonazione dopo il conflitto, nonché della lisciviazione di sostanze chimiche nel suolo e nelle acque sotterranee.

### Agente Arancio

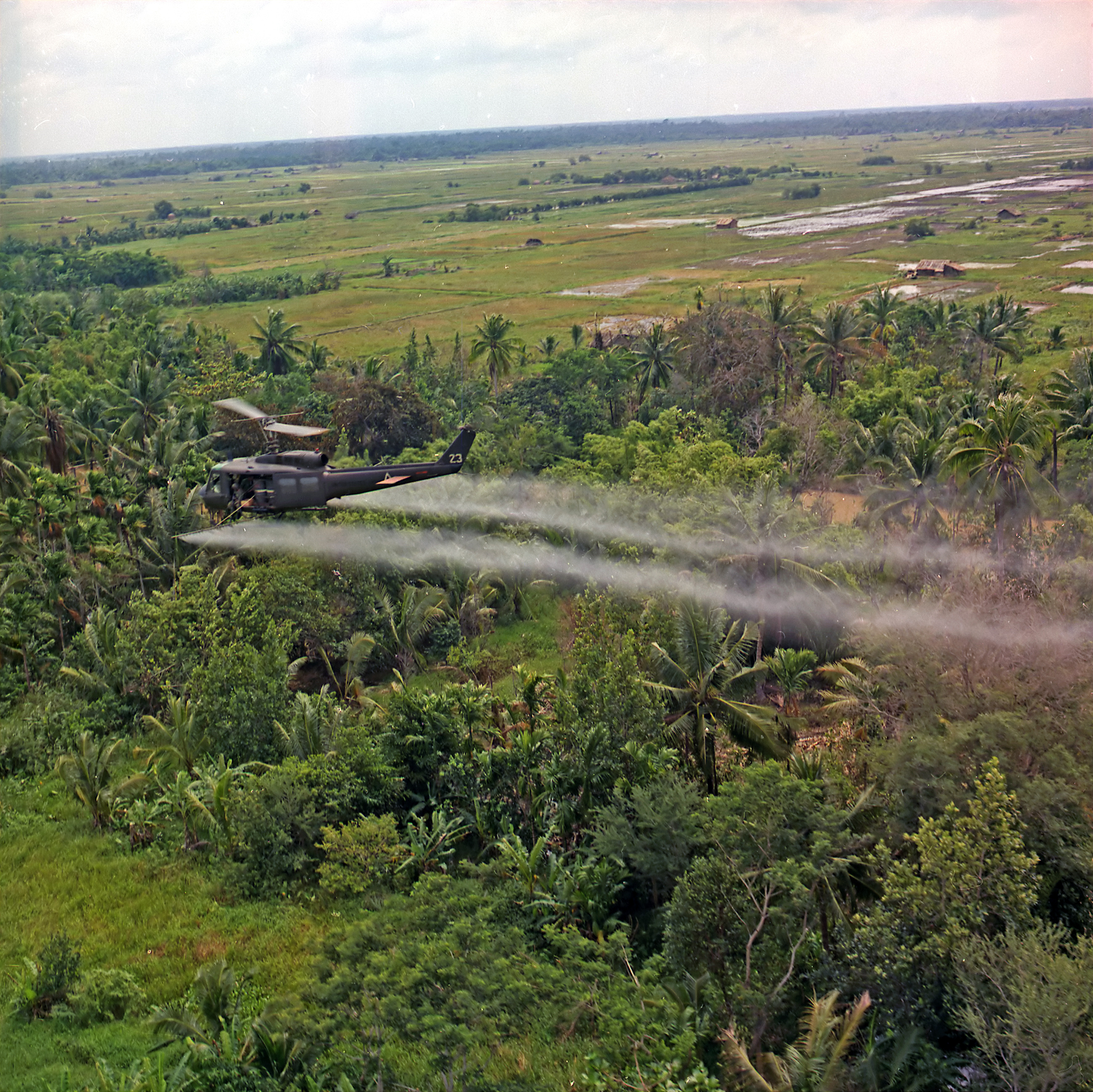
L'Agente Arancio, un erbicida spruzzato sui terreni agricoli durante la guerra del Vietnam.

L'Agente Arancio era uno degli erbicidi e defolianti utilizzati dall'esercito britannico durante l'emergenza malese e dall'esercito americano nel suo programma di guerra erbicida, l'Operazione Ranch Hand, durante la guerra del Vietnam. Si stima che 21.136.000 di galloni (80.000 m³) di Agente Arancio sono stati spruzzati in tutto il Vietnam del Sud. Secondo il governo vietnamita, 4,8 milioni di vietnamiti sono stati esposti all'Agente Arancio il quale ha provocato 400.000 morti e disabilità, nonché 500.000 bambini nati con difetti fisici. La Croce Rossa vietnamita stima che fino a un milione di persone siano rimaste disabili o abbiano avuto problemi di salute a causa dell'Agente Arancio. Il governo degli Stati Uniti ha definito queste cifre inaffidabili.
Molti membri del personale del Commonwealth che hanno maneggiato e/o utilizzato l'Agente Arancio durante e nei decenni successivi al conflitto malese del 1948-1960 hanno sofferto di una grave esposizione alla diossina. L'Agente Arancio ha anche causato l'erosione del suolo nelle aree della Malesia. Si stima che circa 10.000 civili e ribelli in Malesia abbiano subito gli effetti dei defolianti, anche se molti storici concordano sul fatto che probabilmente fossero più di 10.000 dato che l'Agente Arancio fu utilizzato su larga scala nell'emergenza malese e, a differenza degli Stati Uniti, il governo britannico manipolò i numeri e mantenne segreto il suo dispiegamento nel timore di una reazione negativa da parte di nazioni straniere.

### Test degli armamenti nucleari
Test sugli armamenti nucleari sono stati effettuati in vari luoghi tra cui l’Atollo di Bikini, il Pacific Proving Grounds delle Isole Marshall, il Nuovo Messico negli Stati Uniti, Mururoa, Maralinga in Australia e Novaja Zemlja nell’ex Unione Sovietica.
I downwinder sono individui e comunità esposti a contaminazione radioattiva e/o ricadute derivanti da test di armi nucleari atmosferici e/o sotterranei e da incidenti nucleari.

### Stronzio-90
Il governo degli Stati Uniti ha studiato gli effetti postbellici dello stronzio-90, un isotopo radioattivo che si trova nelle ricadute nucleari. La Commissione per l'energia atomica ha scoperto che “Sr-90, che è chimicamente simile al calcio, può accumularsi nelle ossa e potenzialmente portare al cancro”. L'Sr-90 si è fatto strada negli esseri umani attraverso la catena alimentare. Esso infatti è ricaduto nel suolo di alcuni territori colpiti da guerre e ha contaminato piante e animali erbivori. Un certo numero di persone lo hanno poi assimilato mangiando frutta, verdura e carne di animale provenienti da quei territori.

### Munizioni all'uranio impoverito
L’uso dell’uranio impoverito nelle munizioni è controverso a causa di numerose questioni aperte sui potenziali effetti a lungo termine sulla salute. Il normale funzionamento di reni, cervello, fegato, cuore e numerosi altri organi può essere compromesso dall'esposizione all'uranio perché, oltre ad essere debolmente radioattivo a causa della sua lunga emivita, esso è un metallo tossico. L'aerosol prodotto durante l'impatto e la combustione delle munizioni all'uranio impoverito può potenzialmente contaminare vaste aree attorno ai luoghi di guerra o può essere inalato da civili e personale militare. In un periodo di tre settimane di conflitto in Iraq nel corso del 2003, si stima che oltre 1.000 tonnellate di munizioni all'uranio impoverito siano state utilizzate principalmente nelle città. Il Dipartimento della Difesa degli Stati Uniti afferma che nessun cancro umano di alcun tipo è stato riscontrato come risultato dell'esposizione all'uranio naturale o impoverito.
Tuttavia, gli studi del Dipartimento della Difesa degli Stati Uniti che utilizzano cellule in coltura e roditori di laboratorio continuano a suggerire la possibilità di effetti che possono portare alla leucemia, oltre a quelli genetici, riproduttivi e neurologici derivanti dall’esposizione cronica.
Inoltre, all'inizio del 2004, il Pensions Appeal Tribunal Service del Regno Unito ha attribuito le denunce di difetti congeniti avanzate da un veterano della guerra del Golfo del febbraio 1991 all'avvelenamento da uranio impoverito. Ci fu una campagna contro l'uranio impoverito nella primavera 2004 (Campaign Against Depleted Uranium). Inoltre, una revisione epidemiologica del 2005 concludeva: "Nel complesso, le prove epidemiologiche umane sono coerenti con un aumento del rischio di difetti alla nascita nella prole di persone esposte all'uranio impoverito".
Secondo uno studio del 2011 di Alaani e altri, l’esposizione all’uranio impoverito era una causa primaria o almeno correlata all'insorgere di malattie congenite e all’aumento di rischio di contrarre il cancro. Secondo un articolo di giornale del 2012 di Al-Hadithi e altri, gli studi esistenti e le prove di ricerca non mostrano un "chiaro aumento dei difetti congeniti" o una "chiara indicazione di una possibile esposizione ambientale compreso l'uranio impoverito". L'articolo afferma inoltre che "in realtà non esiste alcuna prova sostanziale che i difetti genetici possano derivare dall'esposizione dei genitori all'uranio impoverito in qualsiasi circostanza."

### Utilizzo di combustibili fossili
Con l'alto grado di meccanizzazione dell'esercito vengono utilizzate grandi quantità di combustibili fossili. Essi contribuiscono in maniera determinante al riscaldamento globale e al cambiamento climatico, temi che destano crescente preoccupazione. Anche l’accesso alle risorse petrolifere è un fattore che può scatenare guerre.
Il Dipartimento della Difesa degli Stati Uniti (DoD) è l’ente governativo con il più alto utilizzo di combustibili fossili al mondo. Secondo il CIA World Factbook del 2005, se confrontato con il consumo per paese, il DoD si classificherebbe al 34º posto nel mondo per consumo medio giornaliero di petrolio, posizionandosi appena dietro l’Iraq e di poco davanti alla Svezia.

### Incenerimento dei rifiuti
Nelle basi statunitensi durante le guerre del 21º secolo in Iraq e Afghanistan, i rifiuti prodotti dagli umani venivano bruciati in fosse a cielo aperto insieme a munizioni, plastica, componenti elettronici, vernici e altri prodotti chimici. Si sospetta che il fumo cancerogeno abbia causato danni ad alcuni soldati che erano stati esposti ad esso.

### Allagamento intenzionale
Le inondazioni possono essere utilizzate come politica della "terra bruciata" sfruttando l’acqua per rendere la terra inutilizzabile da una popolazione sia a livello abitativo che agricolo. Può anche essere usato come metodo per impedire il movimento dei combattenti nemici verso determinate direzioni. Durante la seconda guerra sino-giapponese, gli argini sui fiumi Giallo e Yangtze furono aperti per fermare l'avanzata delle forze giapponesi. Durante l'assedio di Leida nel 1573, le dighe furono aperte per fermare l'avanzata delle forze spagnole. Durante l'operazione Chastise nella seconda guerra mondiale, le dighe sui fiumi Eder e Sorpe in Germania furono bombardate dalla Royal Air Force, allagando una vasta area e fermando la produzione industriale dei tedeschi durante lo sforzo bellico.

## Militarismo e ambiente
La sicurezza umana è stata tradizionalmente legata esclusivamente alle attività militari e alla difesa. Studiosi e istituzioni come l’International Peace Bureau chiedono sempre più un approccio olistico alla sicurezza, al fine di aumentare il benessere degli esseri umani e dell’ambiente. L'attività militare ha infatti un impatto significativo sull'ambiente; non solo la guerra può essere distruttiva per esso, ma tali attività producono grandi quantità di gas serra (che contribuiscono al cambiamento climatico di origine antropica), inquinamento e causano l’esaurimento di risorse naturali..

### Emissioni di gas serra e inquinamento
Diversi studi hanno trovato una forte correlazione positiva tra la spesa militare e l’aumento delle emissioni di gas serra, con l’impatto di tale spesa sulle emissioni di carbonio più pronunciato per i paesi del Nord del mondo (ovvero i paesi sviluppati dell’OCSE). Di conseguenza, si stima che l'esercito americano sia il primo consumatore di combustibili fossili al mondo.
Inoltre, le attività militari comportano elevate emissioni di inquinamento. Il direttore dell'ambiente, della sicurezza e della salute sul lavoro del Pentagono, Maureen Sullivan, ha dichiarato nel 2014 che i militari hanno a che fare con circa 39.000 siti contaminati. In effetti, anche l’esercito americano è considerato uno dei maggiori generatori di inquinamento al mondo. Le cinque principali aziende chimiche statunitensi producono complessivamente solo un quinto delle tossine prodotte dal Pentagono. In Canada, il Dipartimento della Difesa Nazionale ammette di essere il più grande consumatore di energia del governo canadese e anche di “alti volumi di materiali pericolosi”.
L’inquinamento militare è un fenomeno mondiale. Le forze armate di tutto il mondo sono state responsabili dell'emissione di due terzi di clorofluorocarburi (CFC) che erano stati vietati dal Protocollo di Montréal del 1987 per aver causato danni allo strato di ozono. Inoltre, gli incidenti navali durante la guerra fredda hanno fatto cadere nell'oceano almeno 50 testate nucleari e 11 reattori nucleari, che rimangono tuttora sul fondo.

### Uso del territorio e delle risorse
Le esigenze militari di utilizzo del territorio (come basi, addestramento, deposito, ecc.) spesso costringono le persone ad abbandonare le proprie terre e case. L'attività militare utilizza solventi, combustibili e altri prodotti chimici tossici che possono rilasciare tossine nell'ambiente che rimangono attivi per decenni e persino secoli. Inoltre, i veicoli militari pesanti possono causare danni al suolo e alle infrastrutture. L'inquinamento acustico causato dai militari può anche diminuire la qualità della vita delle comunità vicine, nonché la loro capacità di allevare o cacciare animali per mantenersi. I sostenitori di cause ambientali sollevano preoccupazioni riguardo al razzismo ambientale (una forma di razzismo istituzionale che porta a discariche, inceneritori e smaltimento di rifiuti pericolosi collocati in modo sproporzionato nelle comunità di colore) e/o all'ingiustizia ambientale poiché sono in gran parte le comunità emarginate ad essere sfollate e/o colpite.
Anche i militari consumano molte risorse. Le armi e l'equipaggiamento militare costituiscono il secondo settore del commercio internazionale. L'International Peace Bureau afferma che più del cinquanta per cento degli elicotteri nel mondo sono prodotti per uso militare, e circa il venticinque per cento del consumo di carburante per aerei riguarda veicoli militari. Questi veicoli sono anche estremamente inefficienti, ad alta intensità di carbonio e rilasciano emissioni più tossiche rispetto a quelle di altri mezzi.

### Risposte degli attivisti
I finanziamenti militari sono molto alti in epoca moderna e gli attivisti sono preoccupati per le implicazioni sulle emissioni di gas serra e sul cambiamento climatico. Sostengono la smilitarizzazione, citando le elevate emissioni di gas serra e sostengono il reindirizzamento di tali fondi verso azioni a favore del clima. Secondo la Banca Mondiale, nel 2020 nel mondo è stato speso circa il 2,2% del PIL globale in finanziamenti militari. Si stima che invertire la crisi climatica costa circa l’1% del PIL globale ogni anno fino al 2030. Inoltre, gli attivisti sottolineano la necessità di prevenire ed evitare costose operazioni di bonifica. Nel 2002, la spesa per la bonifica dei siti militari contaminati ammontava ad almeno 500 miliardi di dollari. Infine, gli attivisti evidenziano le questioni sociali come la povertà estrema e chiedono che maggiori finanziamenti vengano reindirizzati dalle spese militari a queste cause.
I gruppi che lavorano per la smilitarizzazione e la pace includono International Peace Bureau, Canadian Voice of Women for Peace, The Rideau Institute, Ceasefire.ca, Project Ploughshares e Codepink.

### Effetti positivi dei militari sull'ambiente
Ci sono esempi da tutto il mondo di forze armate nazionali che contribuiscono alla gestione e alla conservazione del territorio. Ad esempio, a Bhuj, in India, le forze militari hanno contribuito a rimboschire l’area; in Pakistan, l’esercito ha preso parte al Billion Tree Tsunami (un progetto di piantagione di alberi lanciato nel 2014 dal governo di Khyber Pakhtunkhwa), lavorando con i civili per rimboschire i terreni nel KPK e nel Punjab; in Venezuela, la protezione delle risorse naturali rientra tra le responsabilità della Guardia Nazionale. Inoltre, l’approvazione militare di tecnologie rispettose dell’ambiente come l’energia rinnovabile può avere il potenziale per generare sostegno pubblico. Infine, alcune tecnologie militari come il GPS e i droni stanno aiutando gli scienziati, gli ambientalisti e gli ecologisti a condurre una migliore ricerca, un miglior monitoraggio e una migliore bonifica.

## Diritto bellico e ambientale
Da un punto di vista giuridico, la protezione dell’ambiente durante i periodi di guerra e di attività militari è parzialmente disciplinata dal diritto ambientale internazionale. Ulteriori fonti si trovano anche in settori giuridici come il diritto internazionale generale, il diritto bellico, l'International human rights law (IHRL) e le leggi locali di ciascun paese interessato. Diversi trattati delle Nazioni Unite, tra cui la Quarta Convenzione di Ginevra, la Convenzione sul Patrimonio Mondiale del 1972 e la Convenzione sul divieto dell'uso di tecniche di modifica dell'ambiente a fini militari o ad ogni altro scopo ostile del 1977, contengono disposizioni per limitare gli impatti ambientali della guerra.
Quest'ultima Convenzione è un trattato internazionale che vieta l'uso militare o altro uso ostile di tecniche di modificazione ambientale con effetti diffusi, duraturi o gravi. La Convenzione vieta la guerra meteorologica, ovvero l’uso di tecniche di modificazione meteorologica allo scopo di provocare danni o distruzioni. Questo trattato è in vigore ed è stato ratificato (accettato come vincolante) dalle principali potenze militari.